# Learchis
Learchis is een geslacht van weekdieren uit de klasse van de Gastropoda (slakken).

## Soorten
- Learchis evelinae Edmunds & Just, 1983
- Learchis ignis Crescini, De Sisto & Villalba, 2013
- Learchis poica Ev. Marcus & Er. Marcus, 1960